# The Long and Winding Road
The Long and Winding Road è l'ultimo singolo dei Beatles pubblicato negli Stati Uniti nel 1970.

## Descrizione

### Composizione e registrazione
La canzone fu composta da Paul McCartney nel 1968 nella sua fattoria in Scozia, ispirato dalle continue tensioni che avvenivano nella band. Nello stesso anno, durante le sessioni del White Album, McCartney ne registrò un demo.
Il brano inizialmente non doveva essere eseguito dai Beatles, che comunque lo provarono; ma da altri artisti, tra cui Tom Jones.
La canzone fu poi ripresa nel 1969 per il progetto Get Back. Due take furono candidate alla pubblicazione ufficiale, una registrata il 26 gennaio e l'altra il 31 gennaio. Esse presentavano una melodia molto sobria, con McCartney al piano, John Lennon al basso, George Harrison alla chitarra elettrica, Ringo Starr alla batteria e Billy Preston all'organo Hammond. La performance di Lennon al basso, che suonava occasionalmente, è zeppa d'errori, tant'è che alcuni critici, come Ian MacDonald, non escludono che abbia agito di proposito.
A causa dei continui litigi in seno ai quattro, il progetto Get Back fu accantonato e ripreso solo l'anno seguente. Quando i Beatles ripresero i brani di Get Back, Paul McCartney si trovava all'estero per un viaggio d'affari e quindi impossibilitato a ri-registrarli. Per rimediare, John Lennon e George Harrison contattarono il produttore Phil Spector (famoso per il muro di suono) e gli affidarono il compito di ri-arrangiare i brani di Get Back. Spector, dopo aver scelto la take del 26 gennaio, farcì la canzone con un arrangiamento orchestrale del tutto opposto allo spirito della session che voleva dare il progetto Get Back, usando 18 violini, 4 viole, 3 violoncelli, 3 trombe, 3 tromboni, 2 chitarre e un coro femminile composto da 14 elementi.
McCartney si ritenne offeso dagli arrangiamenti, per lui inadatti, che furono sovraincisi senza che lui fosse interpellato. Tentò così di pressare il manager Allen Klein e gli altri Beatles affinché la canzone fosse pubblicata così com'era stata concepita, ma era ormai troppo tardi: The Long and Winding Road e le altre canzoni delle Get Back Sessions vennero pubblicate con nuovi arrangiamenti nel disco Let It Be.

### Pubblicazione
L'8 maggio 1970 i Beatles pubblicarono l'ultimo album, Let It Be, che ottenne un enorme successo in tutto il mondo. L'annuncio ufficiale di scioglimento del gruppo era già avvenuto il 10 aprile 1970, prima dell'uscita dell'album; i Beatles decisero comunque di pubblicare il singolo negli Stati Uniti con The Long and Winding Road nel lato A e For You Blue nel lato B, che sarebbe stato il loro ultimo. All'uscita il brano raggiunse la vetta delle classifiche per due settimane negli Stati Uniti dove in breve superò il milione di copie vendute ricevendo il disco di platino. 
Complessivamente il singolo vendette circa 4 milioni di copie, un successo considerando il periodo non ottimale del gruppo.
Nel 1996, la take del 26 gennaio usata in Let It Be fu pubblicata in forma originale sulla raccolta Anthology 3.
Nel 2000, la canzone venne inclusa nella raccolta One.
Nel 2003, la take del 31 gennaio (senza gli interventi di Spector), la stessa versione udibile nel film, venne pubblicata in Let It Be... Naked.

## Formazione
The Beatles
- Paul McCartney — voce, pianoforte
- John Lennon — basso a sei corde
- Ringo Starr — batteria
- George Harrison — chitarra

Altri musicisti
- Billy Preston — pianoforte elettrico